# Chiesa dei Santi Fabiano e Sebastiano (San Martino dall'Argine)
La chiesa dei Santi Fabiano e Sebastiano è un edificio religioso sito nel centro storico di San Martino dall'Argine, in provincia di Mantova e diocesi di Cremona; è sussidiaria della parrocchiale di santa Maria Annunciata e fa parte della zona pastorale 5.

## Storia e descrizione
Detta anche "dei Frati" in quanto appartenente ai frati francescani, fu edificata presumibilmente tra il XIII ed il XIV secolo. A quell'epoca è ascrivibile il campanile.
La facciata del 1489 è in cotto e ricorda l'architettura romanica. L'interno, a navata unica, presenta tre cappelle gentilizie del XVI secolo appartenenti ad altrettante famiglie patrizie. Una di queste appartenne ai "Gonzaga di San Martino" (ramo secondario dei Gonzaga di Sabbioneta e Bozzolo) e in essa trovarono sepoltura:
- Carlo Gonzaga, condottiero
- Scipione Gonzaga, cardinale
- Ferdinando Gonzaga, condottiero

Fa da sfondo una grande pala d'altare Sant'Elena e il rinvenimento della Croce, opera di Lorenzo Costa il Giovane.